# Phtheirospermum muliense
Phtheirospermum muliense là loài thực vật có hoa thuộc họ Cỏ chổi. Loài này được C.Y. Wu & D.D. Tao miêu tả khoa học đầu tiên năm 1996.